# Pleuronodes trogopera
Pleuronodes trogopera là một loài bướm đêm trong họ Noctuidae.